# Kakuei Tanaka
Kakuei Tanaka (jap. 田中 角栄 Tanaka Kakuei; ur. 4 maja 1918 w Nishiyamie, w prefekturze Niigata, zm. 16 grudnia 1993 w Tokio) – japoński polityk, premier.

## Życiorys
Od roku 1947 był deputowanym do parlamentu. Od 1955 r. był politykiem Partii Liberalno-Demokratycznej, gdzie w latach 1965–1966 i 1967–1971 był sekretarzem generalnym, a w latach 1972–1974 – przewodniczącym partii.
Od 1962 r. do 1965 r. był ministrem finansów, a od 1971 r. do 1972 r. – ministrem handlu zagranicznego i przemysłu. Od lipca 1972 r. do grudnia 1974 r. był premierem.
W polityce zagranicznej Kakuei Tanaka był twórcą normalizacji stosunków z Chinami, a w celu dokonania wewnętrznych przemian ekonomicznych stworzył plan „Rekonstrukcji Archipelagu Japońskiego”. Chciał nim ożywić gospodarkę poprzez zwiększenie inwestycji rządowych w postaci rozbudowy autostrad, linii superszybkich pociągów oraz aktywacji regionów, które pozostawały opóźnione w stosunku do wielkich aglomeracji.
W grudniu 1974 r. – w wyniku oskarżeń o korupcję – ustąpił z funkcji premiera i przewodniczącego Partii Liberalno-Demokratycznej. W 1976 r. został aresztowany za przyjmowanie podarunków w okresie, kiedy był premierem (tzw. afera Lockheeda). W 1983 r. został uznany winnym, ale pozostał posłem niezależnym, oczekując na apelację. Na przełomie lat 1988/1989 był zamieszany w kolejną aferę – ujawniania poufnych informacji.